# 幾何学的フロー
幾何学的フロー (Geometric flow) とは、数学とりわけ微分幾何学では、通常はいくつかの外在・内在的曲率に関連付けられた幾何学的解釈を持つ多様体上の汎関数に関連付けられた勾配フローである。 
モジュライ空間（固有フローの場合）またはパラメーター空間（外在フローの場合）のフローとして解釈できる。 
これらは、変分法の計算において本質的に重要であり、いくつかの有名な問題と理論が含まれる。特に興味深いのは、その特異点である。 
幾何学的フローは、幾何学的発展方程式とも呼ばれる。 

## 例

### 外在性
外在的幾何学的フローは、埋め込まれた部分多様体、またはより一般的にはめ込まれた部分多様体上のフローである。一般に、それらはリーマン計量とはめ込みの両方を変換する。 
- 石鹸膜における平均曲率フロー。臨界点は極小曲面
- 曲線短縮フロー、1次元の場合の平均曲率フロー
- ウィルモアフロー、球面のミニマックス外転
- 逆平均曲率フロー

### 内在性
内在的幾何学的フローは、埋め込みやはめ込みにかかわらず、リーマン計量上のフローとなる。 
- ポアンカレ予想の解決、リチャード・S・ハミルトンの均一化定理の証明に使われたリッチフロー
- カラビフロー、2次元の場合は弦理論
- 山辺フロー、リッチフローにおけるいくつかの特殊な場合

## フローのクラス
フローの重要なクラスは、曲率フロー 、 変分フロー（いくらか関数の極限化）、および放物型偏微分方程式の解として生じるフロー。特殊なフローは、以下のように、頻繁に現れる。
楕円演算子L が与えられると、放物型PDE {\displaystyle u_{t}=Lu}はフローを生成し、フローの定常状態は楕円偏微分方程式 {\displaystyle Lu=0} の解となる。 
方程式{\displaystyle Lu=0}は、ある汎関数Fのオイラー・ラグランジュ方程式であり、フローはFの勾配フローの変分として解釈され、流れの定常状態は汎関数の臨界点に対応する。 
幾何学的フローの文脈では、汎関数は多くの場合、ある曲率のL 2ノルムとなる。     
曲率フローは、 体積を保存する場合と保存しない場合がある（カラビフローは保存されるが、リッチフローは保存されない）。したがって、たとえば体積を固定することによって、フローを正規化することができる。 